# Чащино (Вологодская область)
Чащино — деревня в Бабаевском районе Вологодской области.
Входит в состав Санинского сельского поселения, с точки зрения административно-территориального деления — в Санинский сельсовет.
Расстояние по автодороге до районного центра Бабаево — 27 км, до центра муниципального образования деревни Санинская — 1 км. Ближайшие населённые пункты — Санинская, Терехова, Тимохино.
По переписи 2002 года население — 4 человека.